# Wat niet aan het licht komt
Wat niet aan het licht komt is een hoorspel van Werner Helmes. Dunkelziffer werd op 29 september 1970 door de Südwestfunk uitgezonden. Paul Vroom vertaalde het en de TROS zond het uit op zondag 16 juli 1972 (met een herhaling op woensdag 21 juni 1978). De regisseur was Harry Bronk. Het hoorspel duurde 51 minuten.

## Rolbezetting
- Frans Somers (commissaris)
- Paul van der Lek (inspecteur)
- Bob Verstraete (brigadier)
- Jan Borkus (meneer Snijders)
- Nora Boerman (mevrouw Snijders)
- Jan Wegter (Leo Kakebeen)
- Johan te Slaa (oude man)
- Fé Sciarone (mevrouw Van Dam)
- Tine Medema (mevrouw Van Dijk)
- Dogi Rugani (onderwijzeres)
- Gerrie Mantel (Lucie)
- Tonny Foletta (taxichauffeur 1)
- Floor Koen (taxichauffeur 2)

## Inhoud
Kindermishandelingen behoren in dit land, zoals bekend, tot de vaakst gepleegde criminele delicten. Het precieze aantal is echter onbekend (“Dunkelziffer” in het Duits), want het speelt zich meestal achter gesloten deuren af, tussen de "vier eigen muren". Het grote publiek ervaart vaak slechts de spectaculaire gevallen. Het hoorspel schildert zo’n spectaculair geval van kindermishandeling met dodelijke afloop, waarbij een jongen betrokken is. Voor de gealarmeerde buurtbewoners staat de schuldige dadelijk vast: het kan slechts een buitenstaander zijn. Het feit dat de jongen contact met deze buitenstaander had, volstaat alleen al als bewijs. De commissaris heeft moeite, om het wantrouwen van de mensen en van zijn collega’s, om hun al te vaste vooroordelen af te bouwen, om de ware - en zoals steeds in dergelijke gevallen – droevige omstandigheden van de misdaad aan het licht te brengen…